# Kemnade

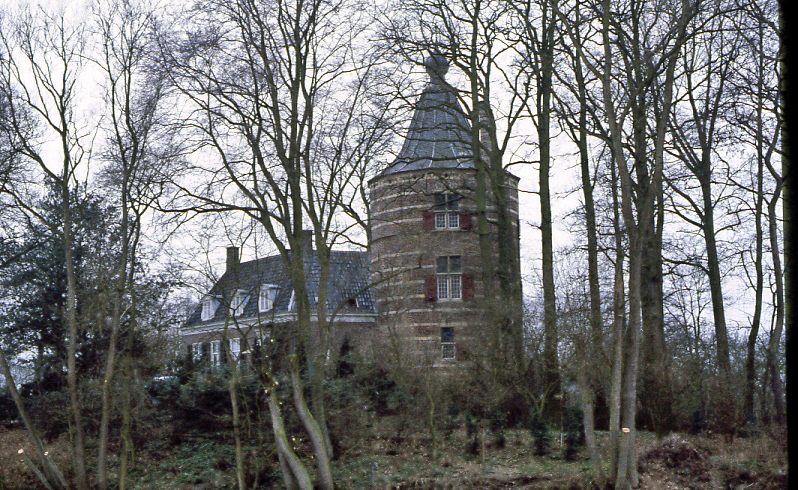
De Kemnade van Doetinchemse zijde

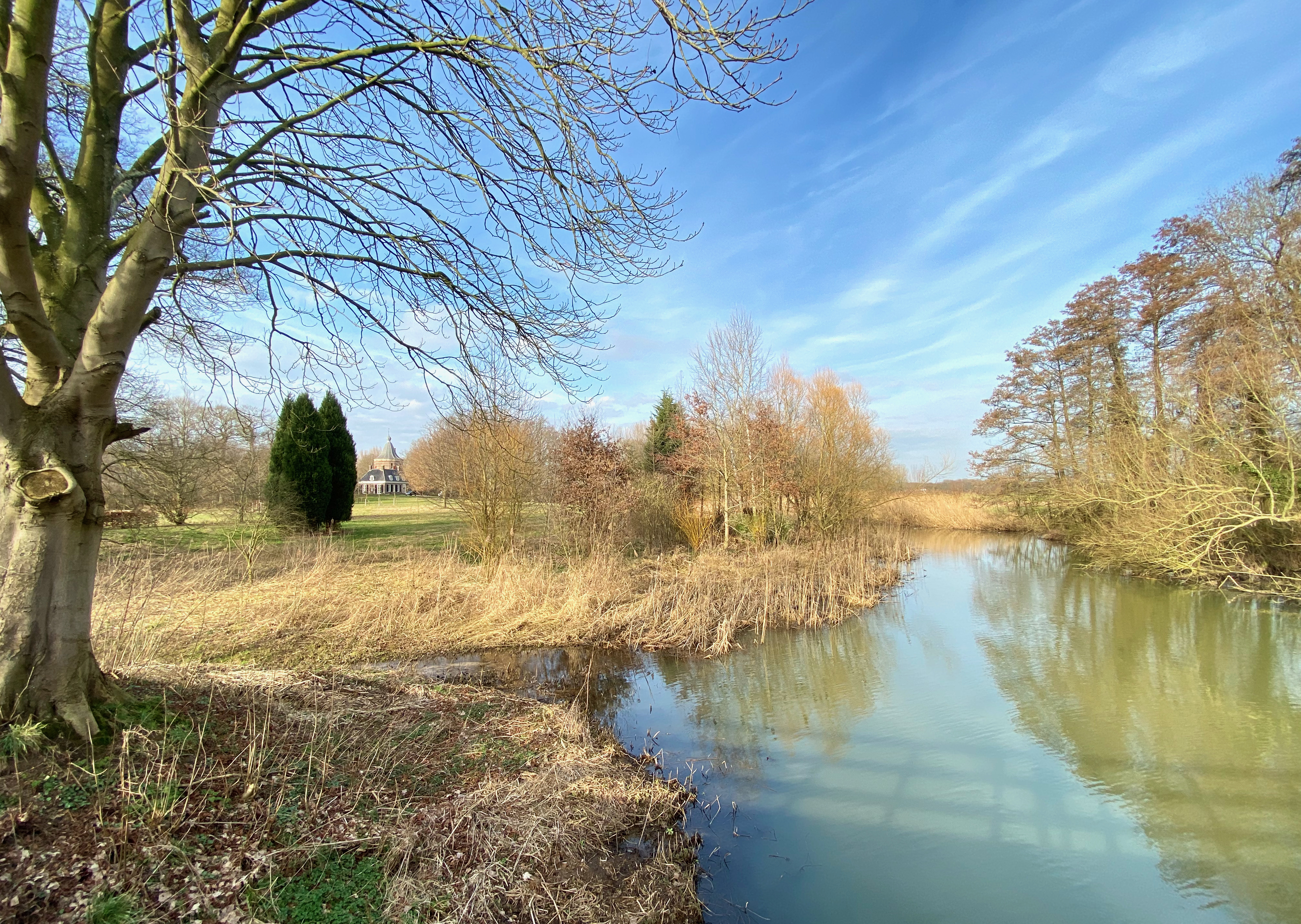
Parktuin van De Kemnade aan het Waalse Water

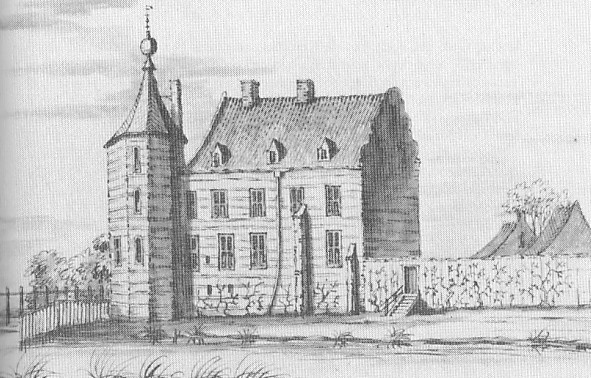
De Kemnade op een prent uit 1720

De Kemnade is een klein kasteel in Wijnbergen, in de voormalige gemeente Bergh, thans gemeente Montferland, in de Nederlandse provincie Gelderland. Omdat het privébezit is, is het ontoegankelijk voor bezoekers. Het ligt tussen Etten, Wijnbergen en Braamt aan de westelijke oever van de Oude IJssel, aan de Warmseweg en aan een zijtak van de rivier de Oude IJssel, het Waalse Water. Tijdens Open Monumentendagen is de tuin al enkele opeenvolgende jaren voor het publiek opengesteld.

## Geschiedenis
De vroegste historie is tamelijk ingewikkeld; Johan en Steven van der Kemnade moeten het huis vóór 1475 overgedragen hebben aan Dirck Baer, die op de een of andere manier zijn bezit kwijtgeraakt is aan Evert van Heeckeren, genaamd Ulft. Na veel geharrewar kwam men in 1482 tot een vergelijk. Evert van Ulft zou de Kemnade behouden, dan wel in bezit krijgen en de gebroeders Van der Kemnade kregen het tegen betaling in pandschap. Maar in 1517 droeg Johan het goed over aan Agnes van Ulft, gehuwd met Reyner van Aeswyn. De laatste van dit geslacht, Antoinetta van Aeswyn, verkocht de Kemnade en in 1670 werd Hendrik Bentinck ermee beleend.
Via Hendriks zoon, eveneens Hendrik geheten, kwam het goed in 1675 aan diens zwager Willem Frans van Doetinchem, die het in 1711 overdeed aan Allard Schimmelpenninck. Allard was bepaald geen goed financier en zijn dochters waren dan ook genoodzaakt om de Kemnade te verkopen en deden dit aan Anthon de Lalane de Duthay. Diens zoon Claudius Henricus verkocht zijn erfgoed in 1749 aan Ludolph Hendrik Borchard Silvius van Heeckeren. Hij kreeg in 1750 toestemming om het recht van havezate te mogen verleggen van Waliën op de Kemnade.
De erven Van Heeckeren verkochten in 1806 het landgoed aan viceadmiraal Carel Hendrik Ver Huell. Door zijn pro-Franse houding zag hij zich genoodzaakt zich na de val van Napoleon in Parijs te vestigen, terwijl zijn echtgenote, Maria Johanna gravin VerHuell-de Bruyn, de Kemnade bleef bewonen. Na haar overlijden in 1858 werd het kasteel in 1860 verkocht aan Jacobus Albrecht Insinger, die het bouwvallige kasteel in 1862 liet slopen, op de toren na.
In 1889 verkocht Insinger het aan P.J. Landry, die op de kelders van het kasteel een schuur liet bouwen. De volgende koper, C. Misset in 1920, liet die schuur verbouwen tot woonhuis. Dan werd omstreeks 1952 W. Sax eigenaar, die een deel van het grondbezit vervreemde en in 1955 de rest met de toren verkocht aan diplomaat jhr. mr. Johan Anthony Beelaerts van Blokland (1924-2007), echtgenoot van jkvr. Agnies Pauw van Wieldrecht (1927-2013).
De nieuwe eigenaar liet de aanbouw slopen en aan de toren, die van buiten zestienhoekig, maar van binnen rond is, werd in 1957 op de oude kelders een huis in achttiende-eeuwse stijl gebouwd. De toren is zestiende-eeuws en maakt de indruk, opgetrokken te zijn van afbraakmateriaal. Hij bevat twee boven elkaar gelegen kelders.

## Afbeeldingen

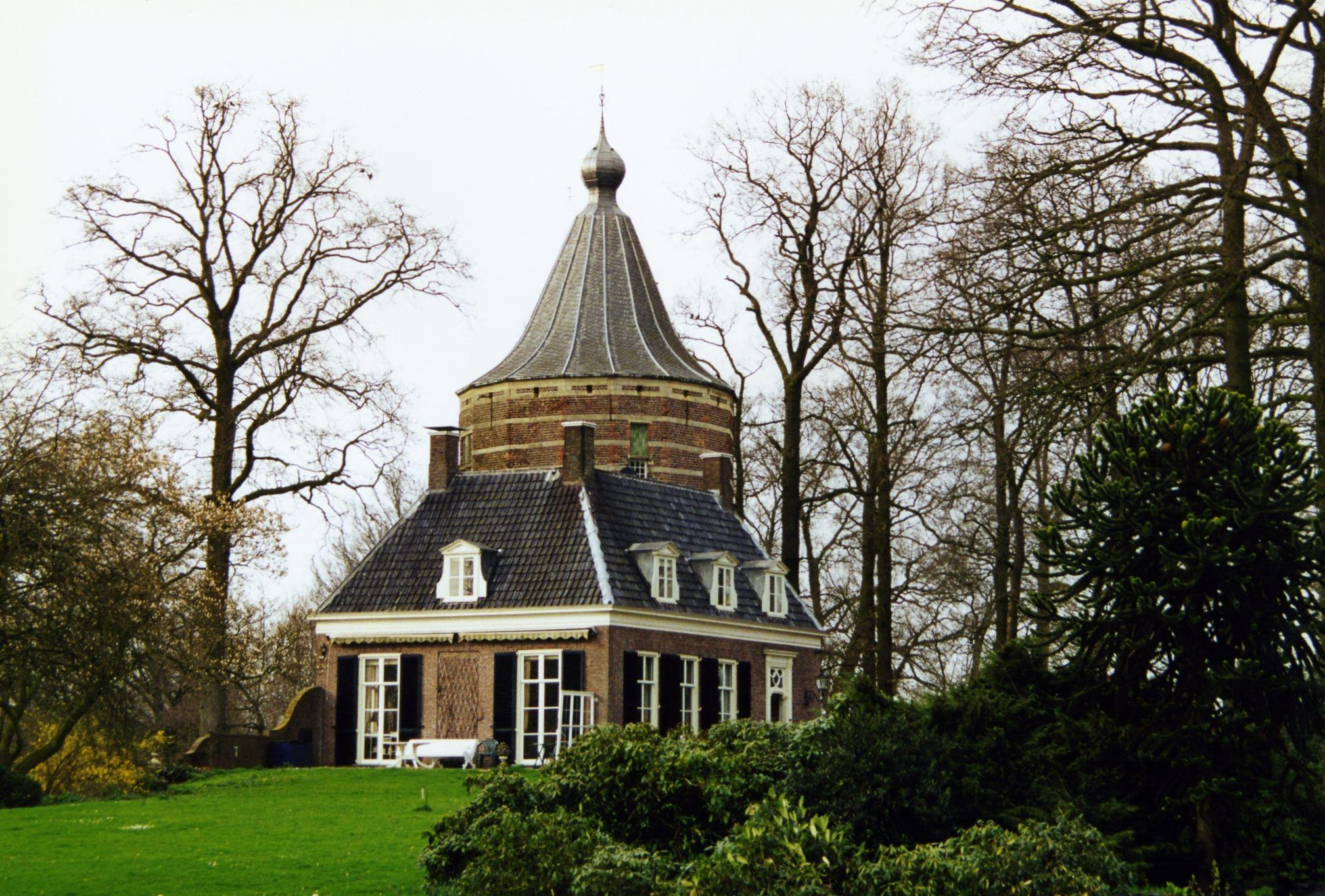
Exterieur 2010
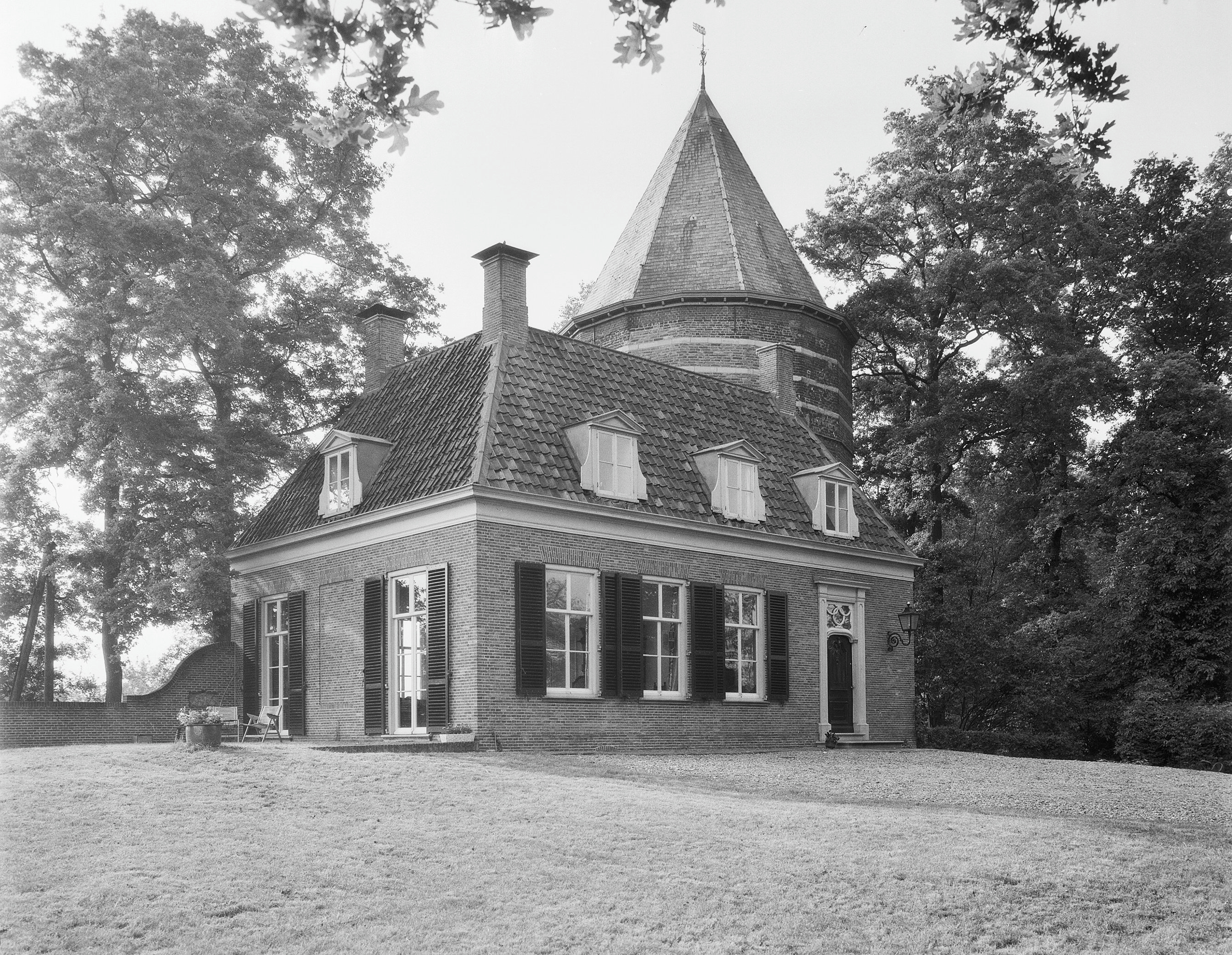
Exterieur 1961
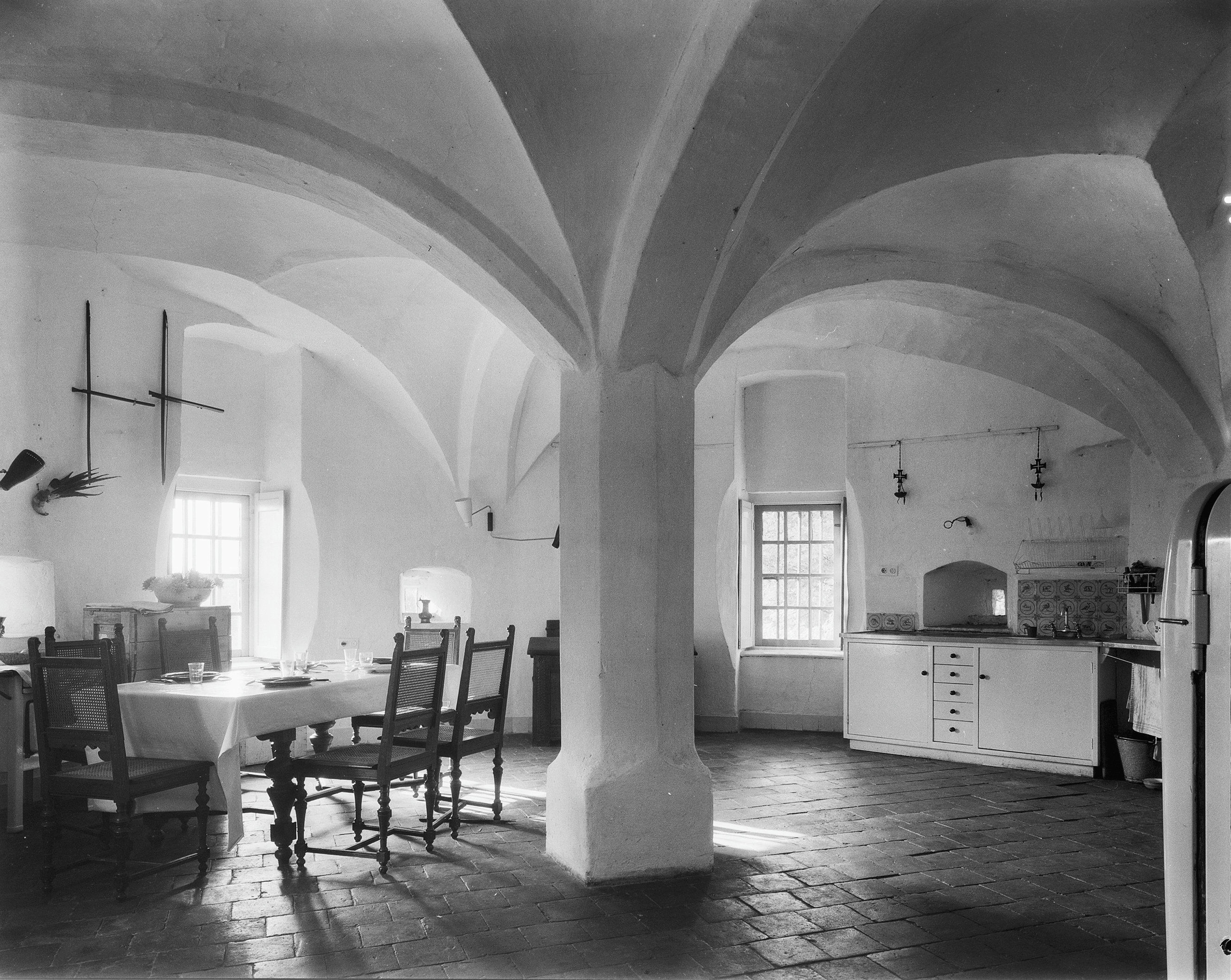
Interieur van de toren 1961
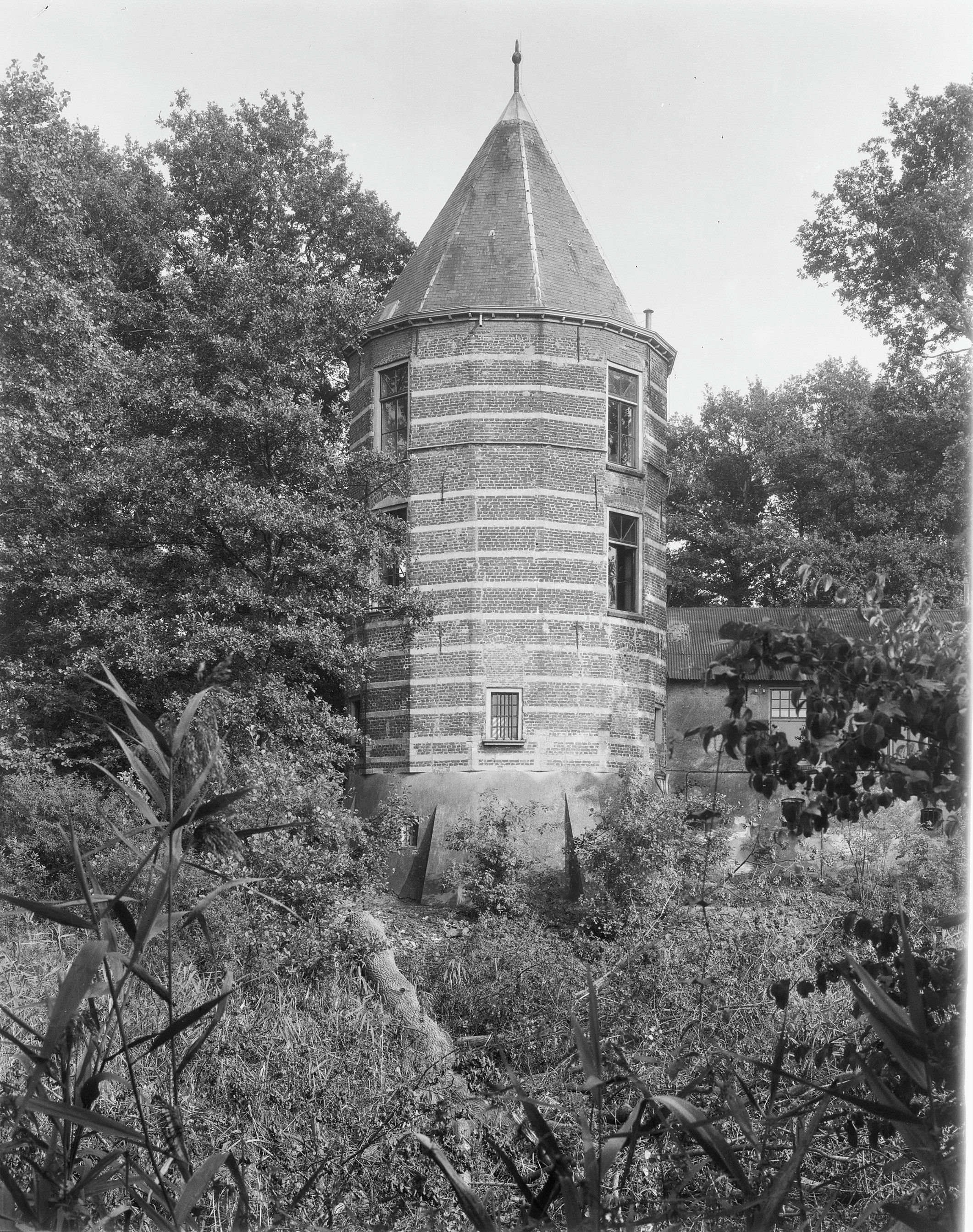
De toren in 1955

## Naam
- Er zijn veel meer huizen met die naam geweest. De naam moet zijn afgeleid van het Latijnse woord caminus, waarmee een haard of stookplaats aangeduid wordt. Een huis met een stookplaats heette in de middeleeuwen een caminata of kemenade.
- In de "Jaarboeken van het koningrijk der Nederlanden, Deel 1" (geredigeerd door Martinus Stuart) wordt in 1756 melding gemaakt van een aardbeving in en nabij de stad Zutphen (stad): "(...) Verscheide Huisgezinnen hebben de Schudding gevoelt. Men meent dat de Schokking allerzwaerst gevoeld is op het Adlyke Huis Kemnade, nabij Deutichem gelegen (...)".